# Gonow GS50
Die SUV-Modelle GS50 (in Thailand: CX) und Jetstar sind Sport Utility Vehicles der chinesischen Automarke Gonow und wurden von 2005 bis 2012 produziert. Die beiden Modelle Jetstar und GS50 sind Schwestermodelle und zudem Plagiate des thailändischen ISUZU MU-7. Auf derselben Plattform (GA6490) wurde im Frühjahr 2008 ein Facelift durchgeführt und damit der GS50 II (in Thailand: DX) als Parallelmodell zum normalen GS50 eingeführt. Optisch wurde das neue Modell dem Shuaijian angeglichen.
Zur Standardausstattung zählten manuelle Klimaanlage, Zentralverriegelung mit Fernbedienung, MABS, Dachantenne, Dachreling, Rückfahrsensoren und Rückfahrkamera, LCD-Monitor im Armaturenbrett, elektronisch bedienbare Seitenscheiben sowie grünes UV-Filterglas.
Die Motorisierung stellte Gonow mit einer Dieselversion des hauseigenen Types 4JB1 mit einem Hubraum von 2771 cm³ und einer Leistung von 57 kW. Je nach Markt wurden die Modelle dieser Ausführung als Links- oder Rechtslenker angeboten. Zudem wurde diese Version jeweils auch entweder mit Ledersitzen oder lediglich mit stoffbezogenen Sitzen angeboten. Alternativ stand aber auch hier die Lederausstattung gegen Aufpreis zur Wahl. Wobei die höheren Ausführen einen DVD-Spieler bereits als Standard boten, war beim 4JB1 lediglich ein CD-Spieler eingebaut. Auch hier war die Aufrüstung nur gegen Aufpreis erhältlich. Alternativ stand aber auch noch ein VCD-Spieler zur Wahl. Von einem preislichen Aufschlag bei der Wahl einer Metallic-Lackierung sah Gonow allerdings ab. Die mittlere Stufe stellte die Turbodieselversion 4JB1 EGR mit eingebauter Abgasrückführung. Auch hier lag der Hubraum bei 2771 cm³, während die Motorleistung auf 67,6 kW gesteigert war. Als Topmotorisierung stellte Gonow den GA491QE mit EFI her. Dieser leistete aus einem Hubraum von 2237 cm³ 75 kW.